# Valdíkov
Valdíkov (dříve Vladykov, německy Wladikau, Waldikau, starší názvy Aldicovici, Waldijkow, Waldikow) je obec v okrese Třebíč v kraji Vysočina. Leží asi 6 km severovýchodně od města Třebíče. Žije zde 118 obyvatel.
Sousedními obcemi sídla jsou Smrk, Vladislav, Budišov, Nárameč, Kojatín a Trnava.

## Název
Základem jména vesnice bylo osobní jméno Valdík, domácká podoba některého osobního jména obsahujícího -wald-, např. Oswald, Walter, Waldbert a podobně. Zdá se (z falza zakládací listiny třebíčského kláštera z přelomu 12. a 13. století), že za jméno vesnice zprvu sloužilo původní pojmenování jejích obyvatel Valdíkovici, které znamenalo "Valdíkovi lidé" (v listině zaznamenaný tvar Aldíkovici patrně vznikl mylným rozkladem v Aldíkovicích < Valdíkovicích). Změna přípony by nebyla ojedinělá (podobně Prostějov < Prostějovici, Holešov < Holešovici atd.). V některých novověkých písemných záznamech se vyskytuje také tvar Vladíkov.

## Historie

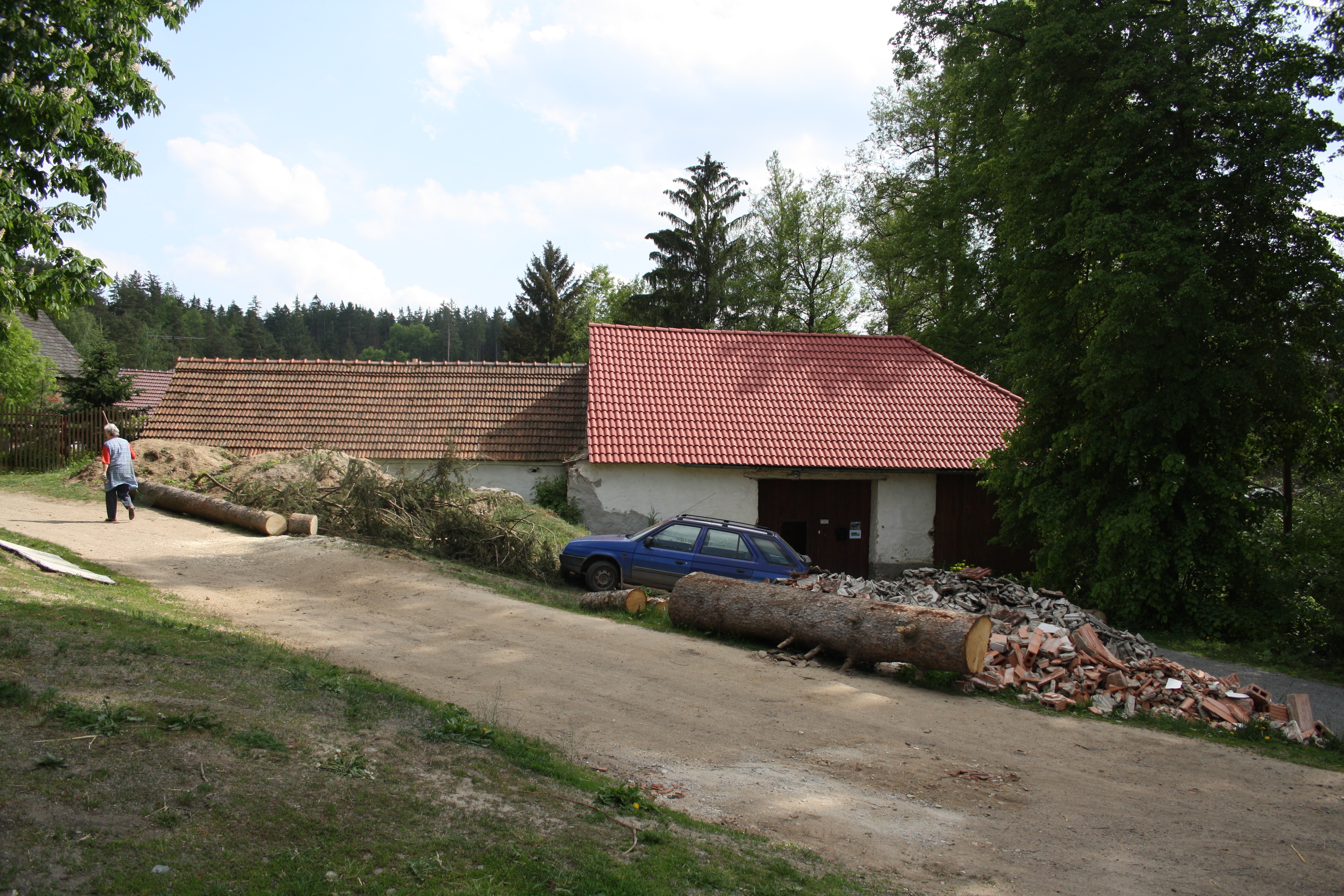
Opatský mlýn

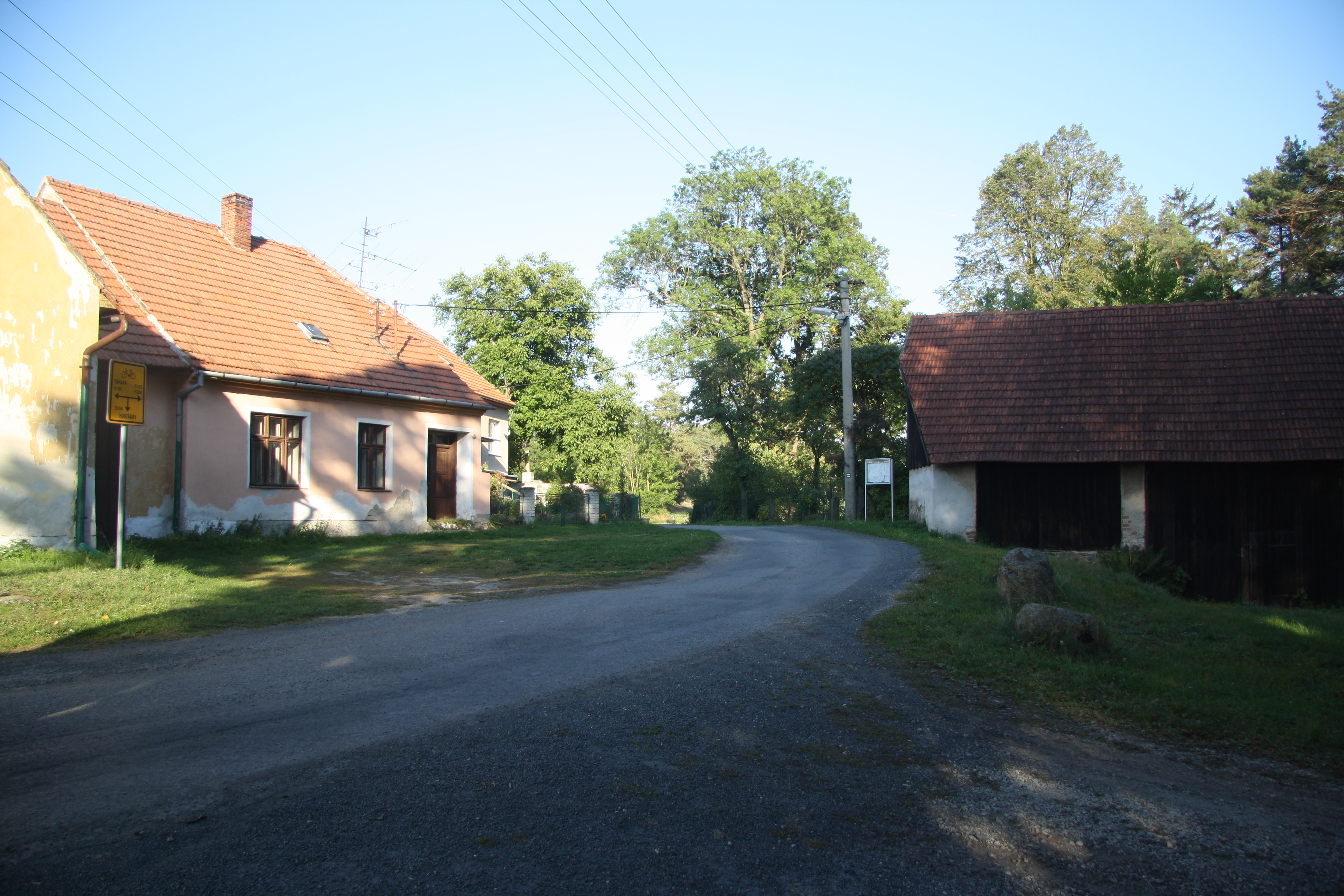
Doubrava

První písemná zmínka o obci se objevily již v roce 1101 v zakládacích listinách třebíčského kláštera (Valdíkov je jmenován jako Aldikovici). Později, v roce 1104 byla uvedena rovněž osada pojmenována jako Dobrutoys či Dobrutowicz, což měla být nejsevernější část území třebíčského kláštera. Po roce 1115 je opět zmíněna osada Dobrutowicz v Kosmově kronice české a to jako vypořádání s místem dnešní osady Doubrava. Později Valdíkov patřil v roce 1399 Anně z Valdíkova, od roku 1418 patřil Zbyňkovi z Tikovic. V roce 1436 se stali majiteli obce opět páni z Valdíkova. V roce 1556 byly v obci tři velké rolnické farmy, snad patřil pod Hostákov a spolu s ním po oddělení z klášterního majetku patřil Valdíkov pod Třebíč, po bitvě na Bílé Hoře získal vesnici rod Valdštejnů, ti zůstali majiteli obce až do roku 1948.
V roce 1850 žilo ve Valdíkově 107 obyvatel, v roce 1890 pak 141 obyvatel. V roce 1874 byla ve vsi postavena kaple Nejsvětější Trojice a v roce 1920 pomník padlých v první světové válce. Po roce 1992, kdy se obec osamostatnila, byla postavena budova obecního úřadu, knihovna a hasičská zbrojnice. Bylo také postaveno nové veřejné osvětlení, v obci byl rozveden telefon a byly asfaltovány silnice ve vsi. V roce 1995 byl připraven územní plán obce.
Od roku 1850 do roku 1867 byl Valdíkov územím Vladislavi, územím Hostákova v letech 1867–1901. K obci také patří Opatský mlýn a osada Doubrava, na jejímž místě stávala ve středověku stejnojmenná vesnice, která zanikla.

## Obyvatelstvo
| Rok            | 1869 | 1880 | 1890 | 1900 | 1910 | 1921 | 1930 | 1950 | 1961 | 1970 | 1980 | 1991 | 2001 | 2011 | 2021 |
| -------------- | ---- | ---- | ---- | ---- | ---- | ---- | ---- | ---- | ---- | ---- | ---- | ---- | ---- | ---- | ---- |
| Počet obyvatel | 110  | 124  | 141  | 152  | 185  | 177  | 167  | 154  | 185  | 107  | 82   | 83   | 102  | 95   | 110  |
| Počet domů     | 18   | 18   | 18   | 19   | 21   | 21   | 23   | 30   | 31   | 29   | 24   | 39   | 40   | 41   | 46   |

## Obecní správa
Do roku 1849 patřil Valdíkov do třebíčského panství, od roku 1850 patřil do okresu Jihlava, pak od roku 1855 do okresu Třebíč. Mezi lety 1850 a 1901 patřil Valdíkov pod Hostákov a mezi lety 1960 a 1991 byla obec začleněna pod Nárameč, následně se obec osamostatnila.

### Obecní symboly
Znak a vlajka byly obci uděleny rozhodnutím předsedy Poslanecké sněmovny Parlamentu České republiky dne 27. června 2001.

## Politika

### Volby do Poslanecké sněmovny
|       | 2006              | 2010              | 2013              | 2017              | 2021                 |
| ----- | ----------------- | ----------------- | ----------------- | ----------------- | -------------------- |
| 1.    | ČSSD (33,96 %)    | ČSSD (22,64 %)    | ČSSD (39,21 %)    | ANO (24,52 %)     | ANO (30,0 %)         |
| 2.    | KSČM (18,86 %)    | SPOZ (20,75 %)    | KSČM (19,6 %)     | ČSSD (16,98 %)    | SPOLU (22,0 %)       |
| 3.    | ODS (15,09 %)     | TOP 09 (16,98 %)  | KDU-ČSL (13,72 %) | STAN (13,2 %)     | Piráti+STAN (16,0 %) |
| účast | 69,74 % (53 z 76) | 62,07 % (54 z 87) | 56,67 % (51 z 90) | 61,36 % (54 z 88) | 62,50 % (50 z 80)    |

### Volby do krajského zastupitelstva
|      | 1.             | 2.                       | 3.                          | účast             |
| ---- | -------------- | ------------------------ | --------------------------- | ----------------- |
| 2000 | SNK (29,16 %)  | KSČM (29,16 %)           | 4KOALICE (16,66 %)          | 32,06 % (25 z 78) |
| 2004 | KSČM (26,47 %) | ČSSD (20,58 %)           | SNK (14,7 %)                | 44,73 % (34 z 76) |
| 2008 | ČSSD (42 %)    | SNK ED (14 %)            | ODS (12 %)                  | 61,73 % (50 z 81) |
| 2012 | ČSSD (32,35 %) | Pro Vysočinu (20,58 %)   | KSČM (14,7 %)               | 39,08 % (34 z 87) |
| 2016 | ČSSD (35,71 %) | KDU-ČSL (17,85 %)        | STAN+SNK ED (14,28 %)       | 30,77 % (28 z 91) |
| 2020 | ANO (32,25 %)  | STAN+SNK ED (19,35 %)    | ODS+STO (12,9 %)            | 34,83 % (31 z 89) |
| 2024 | ANO (45,45 %)  | ODS+TOP 09+STO (15,15 %) | SPD+Trikolora+PRO (12,12 %) | 37,93 % (33 z 87) |

### Prezidentské volby
V prvním kole prezidentských voleb v roce 2013 první místo obsadil Jan Fischer (23 hlasů), druhé místo obsadil Miloš Zeman (20 hlasů) a třetí místo obsadil Vladimír Franz (6 hlasů). Volební účast byla 71,11 %, tj. 64 ze 90 oprávněných voličů. V druhém kole prezidentských voleb v roce 2013 první místo obsadil Miloš Zeman (44 hlasů) a druhé místo obsadil Karel Schwarzenberg (18 hlasů). Volební účast byla 69,66 %, tj. 62 ze 89 oprávněných voličů.
V prvním kole prezidentských voleb v roce 2018 první místo obsadil Miloš Zeman (21 hlasů), druhé místo obsadil Jiří Drahoš (16 hlasů) a třetí místo obsadil Michal Horáček (13 hlasů). Volební účast byla 69,88 %, tj. 58 ze 83 oprávněných voličů. V druhém kole prezidentských voleb v roce 2018 první místo obsadil Miloš Zeman (38 hlasů) a druhé místo obsadil Jiří Drahoš (25 hlasů). Volební účast byla 76,83 %, tj. 63 ze 82 oprávněných voličů.
V prvním kole prezidentských voleb v roce 2023 první místo obsadil Andrej Babiš (34 hlasů), druhé místo obsadila Danuše Nerudová (21 hlasů) a třetí místo obsadil Petr Pavel (12 hlasů). Volební účast byla 85,23 %, tj. 75 ze 88 oprávněných voličů. V druhém kole prezidentských voleb v roce 2023 první místo obsadil Andrej Babiš (37 hlasů) a druhé místo obsadil Petr Pavel (33 hlasů). Volební účast byla 78,65 %, tj. 70 ze 89 oprávněných voličů.

## Zajímavosti a pamětihodnosti
- Kaplička z roku 1874[9]
- Památník obětem první světové války z roku 1920[9]
- Cihelna uváděná v letech 1924–1930

## Osobnosti
- Stanislav Němec (1897–1945), legionář, policejní kapitán
- Antonín Trávníček (1892–1968), kněz ve Vladislavi